# Districtul Zomba
Zomba este un district  în   statul Malawi. Reședința sa este orașul Zomba.